# Idos de Março

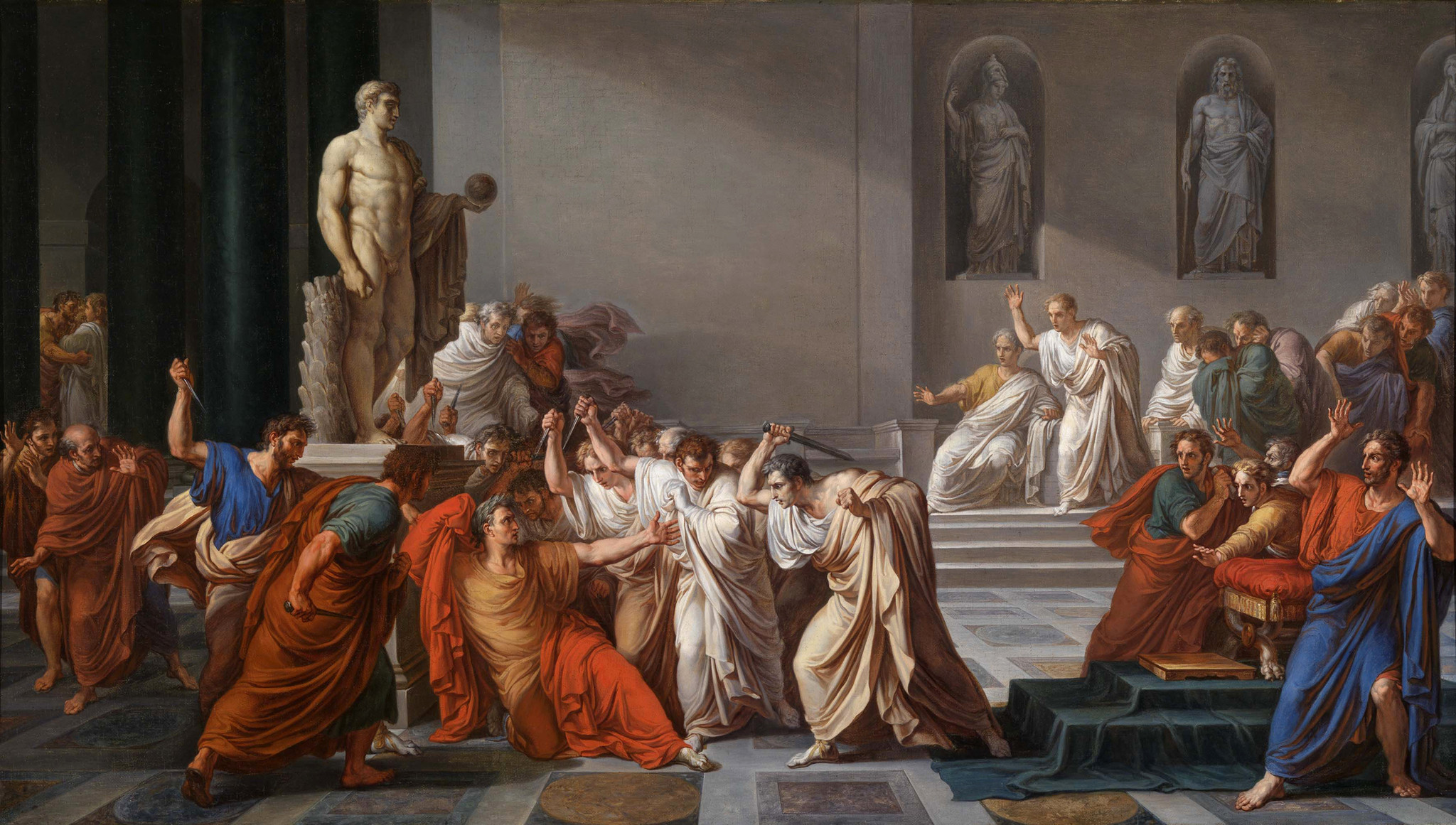
A Morte de Júlio César (1806) de Vincenzo Camuccini

Os Idos de Março (em latim: Idus Martiae, Latim tardio: Idus Martii) é o 74º dia do calendário romano, data que atualmente corresponde a 15 de março. Foi incorporado em diversas cerimônias religiosas e notável para os romanos como um prazo para quitação de dívidas. Em 44 a.C., tornou-se conhecido como a data do assassinato de Júlio César, o que fez dos Idos de Março um ponto de virada na história romana.

## Idos
Os romanos não contavam do primeiro ao último dia de cada mês. Em vez disso, eles contavam a partir de três pontos fixos do mês: os Nones (sendo o quinto ou sétimo dia do mês, nove dias antes dos Idos), os Idos (o décimo terceiro dia na maioria dos meses, mas o décimo quinto nos meses de março, maio, julho e outubro), e as Calendas (o primeiro dia do mês seguinte).
Originalmente os Idos deveriam ser determinados pela lua cheia, refletindo a origem lunar do calendário romano. No calendário mais antigo, os Idos de março teriam sido a primeira lua cheia do ano novo.. 
Março (Martius ) era o primeiro mês do ano romano até meados do século II a.C.,o que explica os nomes setembro, outubro, novembro e dezembro. Eram os meses 7, 8, 9 e 10 do calendário. 

### Cerimônias Religiosas

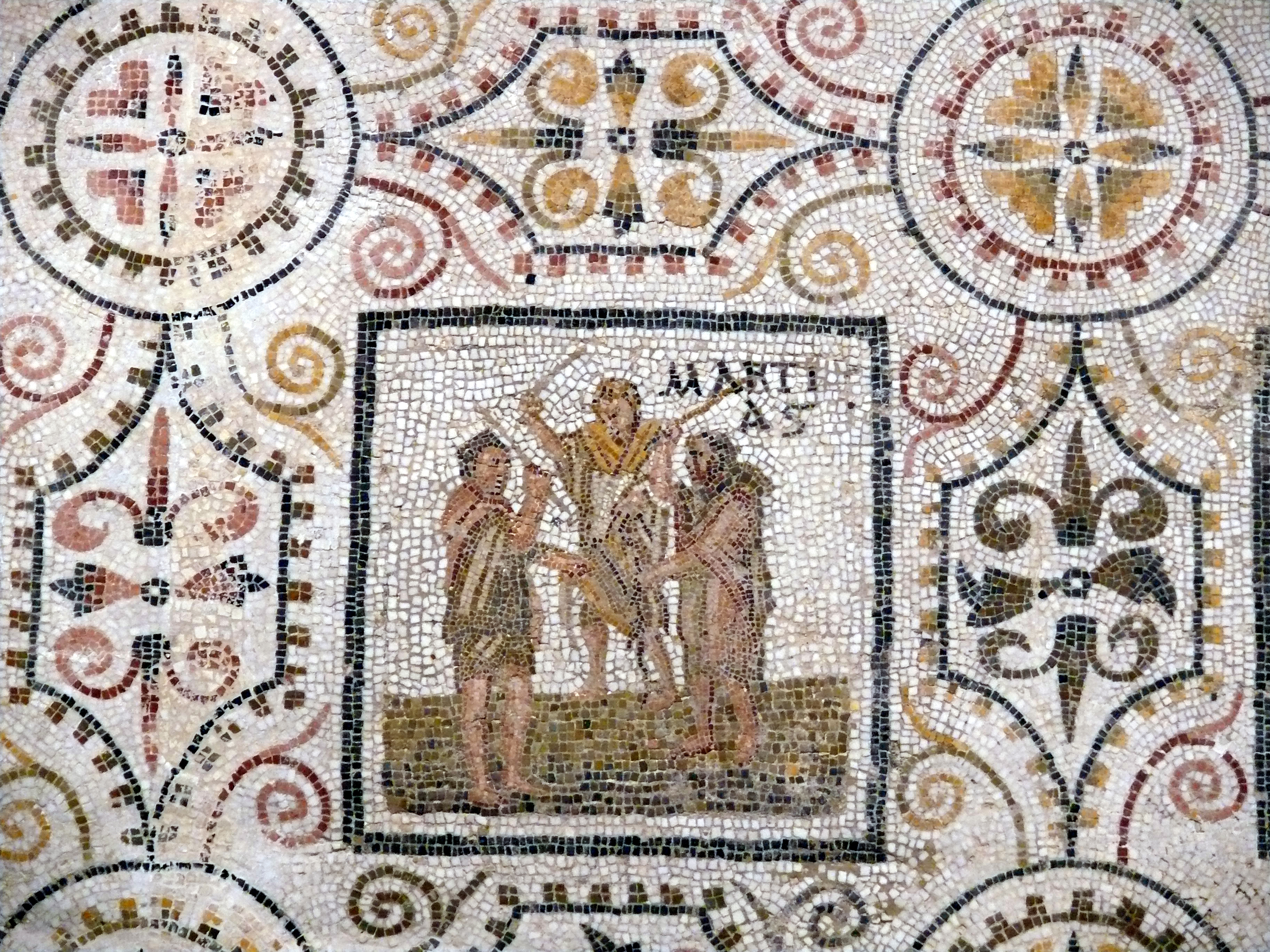
Painel criado para representar a Mamuralia, a partir de um mosaico dos meses em que março se posiciona no início do ano (primeira metade do século III d.C., de El Djem, Tunísia, na África Romana).

Os idos de cada mês eram sagrados para Júpiter, a divindade suprema dos romanos. O Flamen Dialis, sumo sacerdote de Júpiter, conduziu as "ovelhas de Ides" (ovis Idulis) em procissão de Via Sacra até Arx, onde foi sacrificada.
Além do sacrifício mensal, os Idos de Março também marcavam as celebrações de Anna Perenna, uma deusa do ano (latim annus) cuja festa originalmente concluía as cerimônias do ano novo. O dia era comemorado com entusiasmo entre as pessoas comuns com piqueniques, bebidas e folia.
Uma fonte da antiguidade tardia também coloca o Mamuralia nos Idos de Março. Essa cerimônia, que tem aspectos de bode expiatório ou ritual pharmakos grego antigo, envolvia espancar um velho vestido com peles de animais e ocasionalmente expulsá-lo da cidade. O ritual pode ter sido um festival de ano novo representando a expulsão do ano velho.
No período imperial posterior, os Idos começaram uma "semana santa" de festivais celebrando Cibele e Átis, sendo o dia Canna intrat (em tradução livre, "A chegada em junco"), quando Átis nasceu e foi encontrado entre os juncos de um rio frígio. Ele foi descoberto por pastores ou pela deusa Cibele, que também era conhecida como a Magna Mater ("Grande Mãe") (as narrativas diferem). Uma semana depois, em 22 de março, a solene comemoração de Arbor intrat (em tradução livre, "A árvore inserida") comemorou a morte de Átis sob um pinheiro.
Um colégio de sacerdotes, os dendrophoroi ("portadores de árvores") cortam anualmente uma árvore, penduram nela uma imagem de Átis e a carregam para o templo da Magna Mater com lamentações. O dia foi formalizado como parte do calendário romano oficial sob Cláudio (54 d.C.). Seguiu-se um período de luto de três dias, culminando com a celebração do renascimento de Átis em 25 de março, data do equinócio de Primavera no calendário juliano.

## Assassinato de César

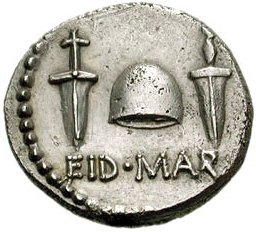
Verso da Moeda de Idos de Março emitida pelo assassino de César, Brutus, no outono de 42 a.C., com a abreviatura EID MAR (Eidibus Martiis – nos Idos de Março) sob um "píleo da liberdade" entre dois punhais

Nos tempos modernos, o Idos de Março são mais conhecidos como a data em que Júlio César foi assassinado em 44 a.C.
César foi esfaqueado até a morte em uma reunião do Senado. Cerca de 60 conspiradores, liderados por Brutus e Cassius, estavam envolvidos. De acordo com Plutarco, um vidente havia avisado que o mal viria a César no idos de março. A caminho do Teatro de Pompeu, onde seria assassinado, César passou pelo vidente e brincou: "Bem, os Idos de março chegaram", dando a entender que a profecia não havia sido cumprida, em resposta o vidente disse: "Sim, eles vieram, mas não se foram."
Esta reunião tornou-se mais famosa após a dramatização da peça Júlio César, de William Shakespeare, quando César é avisado pelo vidente sobre ter cuidado com os idos de março. O biógrafo romano Suetônio identifica o "vidente" como um arúspide chamado Espurina.
A morte de César foi um evento final na crise da República Romana, e desencadeou a guerra civil que resultaria na ascensão ao poder de seu herdeiro adotivo Otaviano (mais tarde conhecido como Augusto). Escrevendo sobre Augusto, Ovídio retrata o assassinato como um sacrilégio, já que César também era o "Pontifex Maximus" (Pontífice Máximo) de Roma e um sacerdote de Vesta .
No quarto aniversário da morte de César em 40 a.C., depois de obter uma vitória no cerco de Perugia, Otaviano executou 300 senadores e equites que lutaram contra ele sob Lúcio Antônio, irmão de Marco Antônio. As execuções foram uma de uma série de ações tomadas por Otaviano para vingar a morte de César. Suetônio e o historiador Cássio Dio caracterizaram o massacre como um sacrifício religioso, observando que ocorreu nos idos de março no novo altar ao deificado Júlio .